# 池田正樹
池田 正樹 （いけだ まさき、イケダ マサキ 1971年7月3日 - ）は、日本のモデル。新潟県新潟市出身。Height：180センチメートル、Chest：96センチメートル、Waist：79センチメートル、HIP：93センチメートル。1998年からHEADSに所属。雑誌・CF・スチール等に多数出演。

## 主な出演歴

### CM
- アース製薬｜アクアフレッシュ
- SONY｜3D BRAVIA
- バンダイナムコゲームス｜太鼓の達人
- JAバンク｜農林中央金庫
- NTT｜企業CF
- NTTコミュニケーションズ｜シャベリッチ｜CoDen
- au by KDDI｜au Smart Sports
- KFC｜ケンタッキーフライドチキン
- 東京建物｜Brillia｜Mare有明
- 全国労働者共済生活協同組合連合会｜全労済｜こくみん共済
- 日立製作所｜HITACHI｜Wooo
- 花王 ｜ ビオレ
- シマダヤ｜味の太鼓判
- アックスコンサルティング｜Q-TAX
- 中日本高速道路｜NEXCO中日本
- DHC｜DHC for MEN
- デアゴスティーニ・ジャパン｜週刊English｜週刊Disney パレード｜週刊Robi
- 三菱自動車工業｜デリカD:5（2007年5月） - 共演:渡辺めぐみ、松野莉奈、加藤弘之
- 京洞｜Kyung Dong｜Navien（韓国）
- 任天堂｜Wii U｜Sports CLUB
- アシェット｜国産鉄道
- メットライフアリコ｜終身医療保険 Flexi
- アクサ生命保険｜OKライフ
- 日本コカ・コーラ｜GEORGEA EUROPEAN｜綾鷹 桜ボトル
- AEON｜イオン ザ バーゲン
- セールスフォース
- はせがわ｜SOLID BOARD JUST
- サンヨーハウジング名古屋｜AVANTIA
- ホーユー｜メンズビゲン
- BMW｜BMWジャパン40周年｜世界は大切なものであふれている
- リクルート｜リクルートダイレクトスカウト
- アディーレ法律事務所｜教えてアディーレさん
- SUMCO｜半導体の未来
- SOMPO｜ひまわり生命
- ソニー損保｜火災保険
- メガネスーパー｜
- Panasonic｜Strada｜ブランドムービー
- 中部電力ミライズ｜みんなで脱炭素プロジェクト
- PHIIIIPS｜ソニッケアー「いい歯で、しあわせ食べ放題。」篇
- 日産自動車｜X-TRAIL

### スチール
- Canon｜IXY｜レーザープリンター｜Satela
- TOSHIBA
- Panasonic｜Strada（カーナビ）｜マッサージチェア｜コアトレチェア
- Microsoft｜Office 2010
- DELL
- ヒューレットパッカード｜hp｜オールインワンプリンター
- 本田技研工業｜HONDA｜｜STEPWGN（SPADA）｜VEZEL｜fit
- トヨタ自動車｜TOYOTA｜クラウン
- 三菱自動車｜ekワゴン
- BMW｜BMW Japan 40周年記念ブランドキャンペーン
- コカ・コーラ｜Coca-Cola｜日本コカ・コーラ
- 三菱地所レジデンス｜藤和不動産
- ミサワホーム
- 野村不動産
- 住友不動産
- 旭化成ホームズ｜ヘーベルハウス
- JS日本総合住生活株式会社
- JAバンク｜農林中央金庫
- シティバンク｜Citibank｜シティバンク銀行
- 日本航空｜JAL
- 全日本空輸｜ANA
- JR東海ツアーズ
- 東京スカイツリー
- アシックス｜asics｜Texcy
- ミズノ｜MIZUNO
- マルイ
- ユニクロ｜UNIQLO
- 明治｜MEIJI｜明治製菓
- アステラス・アムジェン・バイオファーマ
- 富士フイルム｜FinePix｜メタバリア
- SONY ｜VAIO
- HITACHI｜日立｜総合カタログ
- KDDI
- NTTドコモ｜NTT docomo｜総合カタログ
- 任天堂｜Nintendo Switch
- インタースクール
- 無印良品(MUJI)
- 和真
- フィリップモリス｜iQOS3｜iQOS3 DUO 限定カラーモデル「涼」｜iQOS ILUMA
- 伊勢丹
- 髙島屋
- 松屋
- 三越
- 松坂屋
- 日生協
- ベルーナ
- そごう・西武
- タイガー魔法瓶｜土鍋圧力炊飯器
- ニッピコラーゲン化粧品｜コラーゲン100
- ナガセビューティケア｜「ローズマリー」
- 東京海上日動火災保険
- メガネスーパー
- New Balance
- TOTO｜システムキッチン｜ザ・クラッソ
- 銀座 和光｜PCCTURE YOURSELF
- ワーナーブラザーズ｜「Harry Pitter Hogwarts in the snow 2024」
- OWNDAYS
- 日産自動車｜Xトレイル｜キャラバン

### 雑誌
- 2nd｜セカンド（エイ出版社）
- MEN'S CLUB｜メンズクラブ（ハースト婦人画報社）
- Gainer｜ゲイナー（光文社）
- STORY｜ストーリー（光文社）
- VERY｜ヴェリィ（光文社）
- CLASSY｜クラッシィ（光文社）
- LEE｜リー（集英社）
- GoodsPress｜グッズプレス（徳間書店）
- BestGear｜ベストギア（徳間書店）
- 日経ビジネス（日経ＢＰ社）
- ワッグル Golf（実業之日本社）
- DIME｜ダイム（小学館）
- BikeJIN｜バイク人（エイ出版社）
- オレンジページ

### WEB
- carview!
- Golf Digest Online｜GDO｜ゴルフダイジェスト・オンライン
- BRUDER（GDO Webマガジン）｜ポルシェ（カイエン）
- GOODA（Webマガジン）｜グレーアレンジスタイル研究
- 洋服の青山｜harekari
- ユナイテッドアローズ｜順理庵
- ブリヂストンスポーツ｜Paradiso（ゴルフウェア）
- Audi｜アウディ｜e-tron GT 体験ムービー
- EcoFlow｜「非常食を、希望食に。」
- Pioneer｜NP1
- EPSON｜さらば！プリントストレス「インク交換編」

### VP
- SONY｜クリエ｜CLIe'
- アサヒビール｜スーパードライ｜ジョッキ缶
- ゴールドクレスト
- 花王
- NEC
- 住友不動産
- キーコーヒー｜DRIP ON 20周年キャンペーン
- 三井不動産｜シアタームービー
- LEXUS｜レクサス｜オーナー向けムービー
- サノフィ